# USS Saratoga (CVA-60)
O USS Saratoga foi um porta-aviões da Classe Forrestal que serviu a Marinha estadunidense entre abril de 1956 até agosto de 1994 . O CV-60 foi o sexto navio da Armada americana a receber este nome como evocação da Batalha de Saratoga, que teve lugar durante a Guerra da Independência dos Estados Unidos da América.